# La Playa (Avatar: La Leyenda de Aang)
La Playa es el cuadragésimo quinto episodio de la serie de televisión Avatar: la leyenda de Aang y quinto episodio de la tercera temporada. Este episodio es diferente de los demás, ya que se trata más de los antagonistas (Zuko, Azula, Ty lee y Mai) que de los protagonistas principales, que son Aang, Katara, Sokka y Toph.

## Sinopsis
La historia comienza con Zuko, Azula, Ty lee y Mai viajando (contra su voluntad) hacia la isla Ember, porque el Señor del Fuego Ozai quiere reunirse con sus consejeros de guerra en privado. Ellos son recibidos en la pequeña y vieja casa de playa de Lo y Li, dos ancianas quienes les dicen que la isla Ember es un lugar "mágico" y que puede "resolver muchos problemas". Mientras tanto, Aang y los demás descansan en un cráter con una laguna formada dentro de la misma, Aang se desliza por un "tobogán de agua", al final cae fuera del cráter y en ese momento es descubierto por 2 soldados de la nación del fuego, que envían un halcón mensajero al señor del fuego, diciendo que el Avatar continúa vivo, sin embargo el ave es interceptada por otra ave color gris, que pertenece al Hombre Combustión, el asesino que Zuko contrató (ver el episodio "
El pañuelo en la Cabeza") , así consigue el mensaje y al mismo tiempo la posición de su objetivo, en este caso el avatar.
En la playa de la Isla Ember, Ty lee se encuentra rodeada de cientos de chicos enamorados de ella y hacen lo que ella les pida, Azula espanta a unos inocentes niños y destruye el castillo de arena de estos para poner su estera, y Zuko trata de complacer por todos los medios a su aburrida novia Mai. Azula los reúne para jugar un partido de voleibol en el que, gracias a las habilidades especiales de los cuatro, ganan fácilmente e incluso dejan la malla destruida y cubierta en llamas. Después de verlos jugar un muchacho llamado Chan invita a Ty lee y a Mai a una fiesta que iba a hacer en su casa, aunque también se ve obligado a invitar a Azula y Zuko. Esa noche, en la fiesta, Azula le pide consejo a Ty lee(que siempre está rodeada de chicos) sobre como atraer a uno (debido a que su eterna personalidad de mandamás siempre intimidaba al sexo opuesto) gracias al consejo de Ty lee, ella logra besarse con Chan, pero termina asustándolo también cuando proclama que juntos podrían ser la pareja más fuerte del mundo y que juntos podrían conquistarlo, él la deja sola al lo cual la pone un poco triste. Mientras tanto Zuko consigue un poco de comida para Mai del bufé, al volver hacia donde ella, la ve hablando con otro muchacho, inmediatamente Zuko va hacia donde él y le reclama diciéndole que no se acercara a ella e histéricamente lo lanza al otro extremo de la sala. Zuko y Mai discuten violentamente, lo cual termina con los dos rompiendo. Zuko es obligado a irse de la fiesta por haber roto el jarrón de la abuela de Chan. Va a la antigua casa donde él y su familia solían pasar las vacaciones en su infancia cuando iban a la isla, y ahí se da cuenta de lo mucho que las cosas han cambiado.
Aang y sus amigos pasan la noche en el cráter, pero en la mitad de esta Toph se despierta y les advierte que con sus manos en el suelo ha sentido un hombre de metal acercándose. El Hombre Combustión finalmente los encuentra y comienza a atacarlos disparando rayos de energía de su tatuaje con forma de ojo en su frente. Cuando se da cuenta de que es muy poderoso para combatirlo Aang decide distraerlo el suficiente tiempo como para que él y los otros escapen en Appa. Apenas lo logra y él y sus amigos huyen sobre el lomo del bisonte volador, Katara comenta que al parecer este nuevo enemigo sabía exactamente quienes eran.
Azula encuentra a su hermano en la entrada de la casa y juntos vuelven a la playa donde él coloca en una fogata que hizo con un retrato familiar suyo. Ty lee lo cuestiona por hacer eso y de forma agresiva Zuko le contesta que no le importa; Ty Lee contradiciéndolo que sí le importa. Eufóricamente, Zuko le dice que no lo conoce; Ty Lee afirmando que sí lo conoce (lo dice suspirando con tono de desilusión). Seguidamente, Zuko le responde en forma figurativa que está encerrada en su pequeño mundo en el que todo funciona perfecto. Mai exhortando a Zuko que se detenga. Sin escuchar a Mai, Zuko dice en referencia a Ty Lee "soy tan linda, mírenme, puedo caminar sobre mis manos" e intenta imitar las acciones que ella suele hacer (caminar sobre sus manos) y calificándola de "chica de circo", por lo cual, Azula se ríe. Llena de lágrimas, Ty lee responde que solo se unió al circo porque no quería crecer entre 6 hermanas idénticas a ella, ya que solo quería ser diferente así que para ella, el ser llamada "chica de circo" es un cumplido. Mai también se abre y revela que la única razón por la que es fría e inexpresiva es porque ella nació como cualquier niña rica, con todo lo que quería pero sin la oportunidad de cuestionar ni a su madre ni a su padre y siempre mantenerse discreta y silenciosa. Finalmente, Zuko dice que él simplemente no puede distinguir entre lo bueno y lo malo, y que está furioso, pero no sabe con quién, luego de que todos le pregunten, él dice que consigo mismo. Azula dice que siempre estuvo un poco celosa de su hermano por el favoritismo que mostraba la madre de los 2 por él y como la veía a ella como un monstruo, (aunque ella también lo considere viéndose a sí misma). Después de haber hablado así los unos con los otros se dan cuenta de que sus hostilidades mutuas han desaparecido y Ty lee dice que Lo y Li tenían razón sobre la capacidad de la isla de resolver problemas. Zuko y Mai se reconcilian y vuelven a ser pareja y Azula encuentra la manera perfecta para terminar el fin de semana que vivieron en la isla Ember, arruinando la fiesta de Chan destruyendo la casa por dentro, lo cual hacen, al final aparece un cuadro de ellos, donde aparecen abrazados, dando a entender que son "amigos por siempre".
- Datos: Q5964879